# Роздол (Черкасская область)
Роздол (укр. Роздол) — посёлок в Золотоношском районе Черкасской области Украины.
Население по переписи 2001 года составляло 7 человек.

## Местный совет
19744, Черкасская обл., Золотоношский р-н, с. Приветное, ул. Ленина, 4

## История
В 1862 году во владельческой деревне Раздолье было 9 дворов, где проживало 16 человек (5 мужского и 11 женского пола)